# Sanmenia gongshan
Sanmenia gongshan är en spindelart som beskrevs av Yang, Zhu och Song 2006. Sanmenia gongshan ingår i släktet Sanmenia och familjen krabbspindlar. Inga underarter finns listade i Catalogue of Life.